# Honda Civic (1987)
La quarta generazione della Honda Civic è stata prodotta dalla casa automobilistica Honda dal 1987 al 1991.

## Caratteristiche
I cambiamenti più significativi rispetto alla vecchia serie furono introduzione di nuove sospensioni a bracci oscillanti all'avantreno e al retrotreno con una tipologia di sistema indipendente di tipo multi-link, che ne incrementarono la tenuta di strada. Inoltre furono incrementati il passo a 2,5 metri con conseguentemente una maggiore lunghezza esterna e la carrozzeria fu ridisegnata, adottando una linea più aerodinamica grazie a un parabrezza più inclinato e a un cofano motore più rotondo e spiovente.
Tutte le motorizzazioni erano dotate della tecnologia a quattro valvole. A livello globale la vettura adottava motori da 1.3, 1.4, 1.5 e 1.6 litri con diversi livelli di potenza, abbinati a un cambio manuale a 5 marce o un cambio automatico a 4 marce.
I motori a benzina importati in Italia erano dei quattro cilindri 16 valvole da 1,5 e 1,6 litri con potenze da 90 a 150 CV, quest'ultima variante più potente era dotata per la prima volta sulla Civic del sistema VTEC.
Anche per questa serie venne introdotta una variante a tre volumi e quattro porte e una variante monovolume a 5 porte chiamata Civic Shuttle nella maggior parte dei mercati e Civic Wagon in Nord America.
Nel 1990, la Civic subì un leggero aggiornamento. Venne ridisegnato il paraurti, le luci anteriori che non avevano più le viti di fissaggio a vista, le luci posteriori, le modanature laterali.